# Поліщук Олександр Лазаревич
Олександр Лазарович Поліщук (1923—1979) — радянський письменник-фантаст.

## Біографія
Народився в Єкатеринославі, в родині службовців. У 1947 році закінчив фізико-математичний факультет Хабаровського педагогічного інституту. Працював викладачем фізики, співпрацював в журналі «винахідник і раціоналізатор». Останні роки свого життя жив у місті Подольськ.

## Творчість
Творчість Олександра Полещука відрізняє поєднанням побутового реалізму з фантастичним сюжетом, що іноді сприймалося критиками як недолік, однак виражало погляди частини радянських фантастів 1960-х років на реальність фантастики.
Перший фантастичний твір Поліщука, повість «Зоряна людина» (1957), має досить традиційний фантастичний сюжет — контакт з негуманоїдним прибульцем. Ця повість, що з'явилася одночасно з «Туманністю Андромеди» Івана Єфремова, була відзначена характерними рисами нової хвилі радянської фантастики — антиавторитаризмом, розширенням горизонтів, поєднанням реалістичного зображення героїв і фантастичної дії. Примітно, що в повісті описаний шолом віртуальної реальності, ідея якого в ті часи була чисто фантастичною. Фінал повісті показує знайомство автора з ідеями геліобіології та поглядами Олександра Чижевського.
Наступний, кращий за оцінками критиків, твір Поліщука — дитяча фантастична повість «Велике діяння, або Дивовижна історія доктора Меканікуса і його собаки Альми», що поєднує розповідь про фантастичні винаходи та відкриття, історію і сучасність. Історія алхімічних пошуків, які переходять в історію сім'ї нащадків хіміків, завершується в наші дні відкриттям газу — одночасно галюциногена і підсилювача інтелекту, за допомогою якого створюється розмовляючий пес. Аркадій Стругацький у листі до брата (19 березня 1959) писав про цю повість: «Блискуча напівказка … Це, брат, шедевр. Талант!».
У повісті «Помилка Олексія Алексійова» (1961) використана оригінальна ідея про створення штучного мікровсесвіту, в якій зароджується життя і розум.
У повісті «Падає вгору» (1964), де показано застосування антигравітації, заснованої на ідеях «машини Діна», Полещук описав безліч випадків зустрічей з «літаючими тарілками» і висловив гіпотезу про те, що НЛО — інформаційний заряд інопланетного розуму, відправлений для стимуляції технічного прогресу людства. Повість має сильний автобіографічний елемент, в ній приділено увагу опису психології винахідника, взаєминам учених і військових, самій атмосфері імпровізованого технічного дива, що наближає автора до таких його однодумців за жанром як Генріх Альтов та Валентина Журавльова. У цій же повісті Полещук з ясністю і тверезістю описав психологічний феномен «контактування», нині широко відомий по уфологічній літературі.
У повісті «Ефект скаженого Сонця» (1970), останньому опублікованому при житті творі Поліщука, знову помітно вплив ідей Чижевського. На думку критиків, детективний сюжет і психологічна неправдоподібність характеру головного лиходія, на тлі яких губляться фантастичні ідеї, знижують літературний рівень твору.
Неопублікована за життя повість письменника «Імбітори атакують», написана в співавторстві з Ідою Кружковською, була видана посмертно під назвою «Імбітори атакують на зорі» (1990).
Твори Поліщука перекладені англійською, болгарською, угорською, литовською, монгольською, німецькою, польською, сербсько-хорватською, словацькою, французькою, чеською, японською мовою.

### Книги
- Велике діяння, або Дивовижна історія доктора Меканікуса і його собаки Альми — М .: Детгиз, 1959.
- Помилка Олексія Алексійова — М .: МГ, 1961.
- Зоряна людина — М .: Детгиз, 1963.
- Падає вгору — М .: МГ, 1964.
- Велике діяння, або Дивовижна історія доктора Меканікуса і Альми, яка була собакою — М .: ДЛ, 1965.
- Ефект скаженого сонця — Красноярське кн. вид-во, 1974

### Публікації
- Зоряна людина // Піонер, 1957, № 9. С. 2-14; № 10. С. 14-32; № 11. С. 53-62; № 12. С. 22-35.
- Велике діяння, або Дивовижна історія доктора Меканікуса і Альми, яка була собакою // Піонер, 1959, № 11. С. 44-61; № 12. С. 49-66. (Скорочений варіант)
- Помилка інженера Алексійова // Світ пригод. Кн. 6. — М .: Детгиз, 1961. С. 3-63.
- Таємниця Гомера // Фантастика, 1963 рік. — М .: МГ, 1963. С. 319—331.
- Падає вгору // ЗС, 1964, № 2. С. 40-43. (Уривок)
- Ефект скаженого Сонця // Альманах наукової фантастики. В. 8. — М .: Знання, 1970. С. 13—122. (Скорочений варіант)
- (З І. Кружковською) Імбітори атакують на зорі // Фантастика 88/89. — М .: МГ, 1990. С. 16—87